# Fibra di vetro

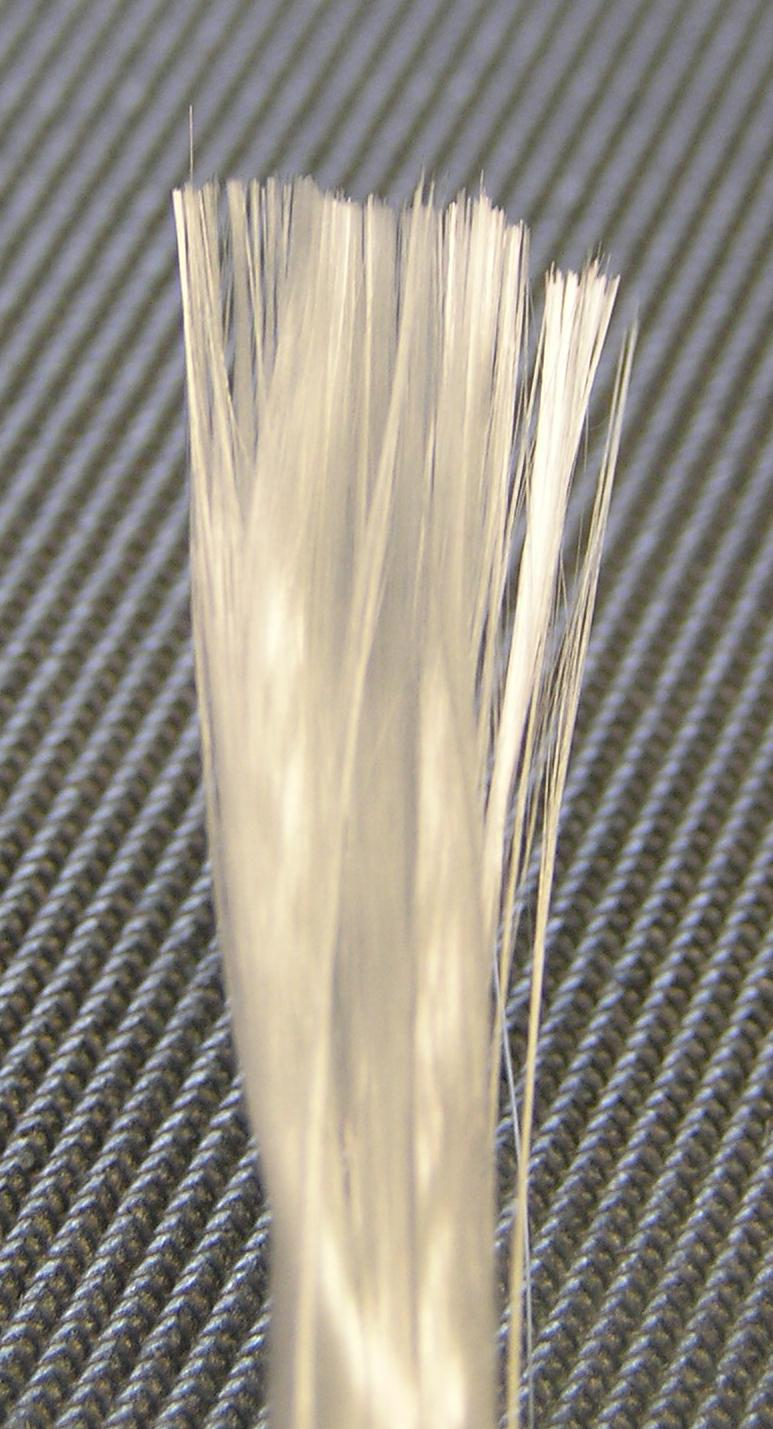
Fibra di vetro

Le fibre di vetro sono utilizzate per la produzione di materiali compositi ovvero materiali strutturali avanzati in cui diversi componenti sono integrati tra loro per produrre un materiale di caratteristiche superiori da un punto di vista fisico, meccanico, chimico, estetico, ecc.

## Caratteristiche fisiche
L'esperienza comune insegna che il vetro monolitico è un materiale fragile. Se esso viene invece filato a diametri d'ordine inferiore al decimo di millimetro, perde la sua caratteristica fragilità per divenire un materiale ad elevata resistenza meccanica e resilienza. La fragilità del vetro comune è dovuta al gran numero di difetti della cristallizzazione che agiscono come microfratture e zone di concentrazione degli sforzi. Al contrario la fibra di vetro non presenta tutti questi difetti, per cui raggiunge resistenze meccaniche prossime alla resistenza teorica del legame covalente.

## Utilizzi
Si distinguono vari tipi di fibre a seconda delle loro caratteristiche, che ne condizionano l'impiego.
Le fibre di vetro sono largamente utilizzate nella produzione di compositi strutturali in campo aerospaziale, nautico, automobilistico, associati a matrici diverse, ad esempio poliammidiche o epossidiche, ma comunque resine sintetiche. Non vengono solitamente impiegate nella realizzazione di compositi con matrici metalliche o ceramiche per le quali, al di là del problema tecnologico dovuto all'alta temperatura in produzione, si preferisce l'impiego di fibre con prestazioni migliori, ad esempio le fibre di carbonio, in relazione all'alto costo di produzione.
I compositi a fibre ottiche risultano economici, tecnologicamente semplici da produrre e hanno ottime caratteristiche meccaniche a basse temperature d'esercizio.
Nel campo dell'ingegneria civile le fibre di vetro sono impiegate nella realizzazione di manufatti in fibrocemento.

## Metodi di produzione
I metodi di produzione delle fibre di vetro sono:
- a marmo fuso, in disuso, consisteva nel far passare attraverso ugelli di trafilatura il fuso;
- trafilatura di bacchette, in disuso, consisteva nel tirare bacchette di vetro per formare le fibre;
- a fusione diretta, il fuso, leggermente raffreddato ma ancora plastico, viene fatto passare attraverso trafile di Pt-Ir, le fibre vengono rivestite di polimeri per evitare che si fondano tra loro e sistemate in fasci.

Dopo la filatura la fibra viene apprettata per migliorare l'adesione con la matrice da rinforzare.

## Proprietà tipiche
Proprietà tipiche delle fibre di vetro S (ad alta resistenza):
- Densità: 2,48 g/cm³
- Modulo elastico: 90 GPa
- Resistenza meccanica a trazione (e fibra nuova): 4500 MPa
- Allungamento percentuale a rottura: 5%